# Nevada City (Kalifornia)
Nevada City város az USA Kalifornia államában, Nevada megyében, melynek megyeszékhelye is. Lakosainak száma 3152 fő (2020. április 1.).

## Népesség
A település népességének változása:

| 2010 | 3 068 |
| 2020 | 3 152 |